# Sinn Sage
Sinn Sage (Arcata, Kalifornia, 1983. október 4. –) amerikai pornószínésznő.

## Élete és pályafutása
Korán rájött, hogy mindig is pornósztár szeretett volna lenni. Exhibicionistának vallja magát. Elmondása szerint gyakran fantáziálta, hogy „elfenekelik,” hogy férfi partnere uralkodik felette. Énekkaros próbákra sokszor járt. Nem folytatott főiskolai tanulmányokat, sok más iskolatársához hasonlóan, inkább 19 évesen erotikus sztriptíz táncosként kezdett dolgozni a kaliforniai San Bernardinóban. Ezt már régóta tervezte, mindig is azt mondta az ismerőseinek, hogy pornósztár és sztriptíz táncos akar lenni. Végül részt vett egy AVN rendezvényen Las Vegasban. Vélhetően boldogul a pornós szakmában, saját weboldalt publikált. 2003 óta Sinn Sage rendkívül termékeny a felnőtt filmes szakmában.

## Válogatott filmográfia
- 2013: Lesbian Analingus 2
- 2013: She’s Come Undone
- 2013: Women Seeking Women 93
- 2013: Strapped Dykes 2
- 2013: Jessica Drake’s Guide to Wicked Sex: Woman to Woman
- 2013: Shades of Pink
- 2013: Lesbian Masseuse 3
- 2013: Lesbians Love Strap-Ons 2
- 2013: Girl Crush
- 2013: Girls Kissing Girls: Volume Eleven
- 2013: Analingus
- 2013: Lesbian Adventures: Strap-On Specialists Vol. 5
- 2012: Home Alone
- 2012: Lesbians in Charge
- 2012: Lesbian Adventures: Wet Panties Trib 3
- 2012: Against Her Will 2
- 2012: Belladonna: No Warning 7
- 2012: Lesbian Beauties 8
- 2012: Dani Daniels: Dare
- 2012: Lesbian Adventures: Strap-On Specialists Vol. 4
- 2012: Creamy Panties: Big Natural Breasts
- 2012: Lesbian Slumber Party 2: Lesbians in Training
- 2012: Lesbian Sex 8
- 2012: Lesbian Sorority 2
- 2012: Here Comes the Bride